# Jaime Fernández Fernández
Jaime Fernández Fernández (* 27. Januar 1997 in León) ist ein spanischer Handballspieler auf der Position Linksaußen.

## Vereinskarriere
Fernández stand ab 2014 im Kader von Ademar León und spielte dort in der Liga Asobal. Zudem lief er für den Verein in der European League und in der Champions League auf.
2022 wechselte er nach Deutschland zur in der 2. Bundesliga spielenden HSG Nordhorn-Lingen.
Im Februar 2023 gab der französische Verein Montpellier HB die Verpflichtung von Fernández ab Juli 2023 für drei Spielzeiten bekannt. Durch die Verletzung von Hugo Descat wurde der Wechsel schon im März 2023 vollzogen. Mit Montpellier gewann er 2025 die Coupe de France. Nach Ende der Saison 2024/2025 verließ er den Verein aus Montpellier.
Ab Sommer 2025 steht er in Spanien beim Zweitligisten UBU San Pablo Burgos unter Vertrag.

## Auswahlmannschaften
Mit der Jugendnationalmannschaft belegte er bei der U-18 Europameisterschaft 2014 den 3. Platz und war mit 39 Treffern erfolgreichster spanischer Torschütze. Er absolvierte vom 1. November 2013 bis 20. August 2015 insgesamt 36 Spiele für die spanische Jugendauswahl und warf darin 108 Tore.
Bei der U-20 Europameisterschaft 2016 wurde er mit der spanischen Juniorenauswahl Europameister. Mit den Junioren stand er vom 8. Januar 2016 bis zum 30. Juli 2017 in 34 Spielen auf dem Feld und erzielte 66 Tore.
2017 wurde er mit Spanien Weltmeister bei der U21-Weltmeisterschaft.
Am 23. Oktober 2019 debütierte er in der spanischen Nationalmannschaft. Bis 5. Januar 2021 bestritt er zwölf Länderspiele für die A-Nationalmannschaft, in denen er 29 Tore erzielte.